# Lepocreadium bimarinum
Lepocreadium bimarinum är en plattmaskart. Lepocreadium bimarinum ingår i släktet Lepocreadium och familjen Lepocreadiidae. Inga underarter finns listade i Catalogue of Life.